# 유고 (육원후)
유고(劉賈, ? ~ ?)는 전한의 제후로, 치천정왕의 손자이다.

## 생애
아버지 유하의 뒤를 이어 육후(陸侯)에 봉해졌다.
시호를 원(原)이라 하였고, 작위는 아들 유연수가 이었다.

## 출전
- 반고, 《한서》 권15상 왕자후표 上

| 선대 아버지 육원후 유하 | 전한의 육후 ? ~ ? | 후대 아들 유연수 |